# Herz-Jesu-Kirche (Węgierki)

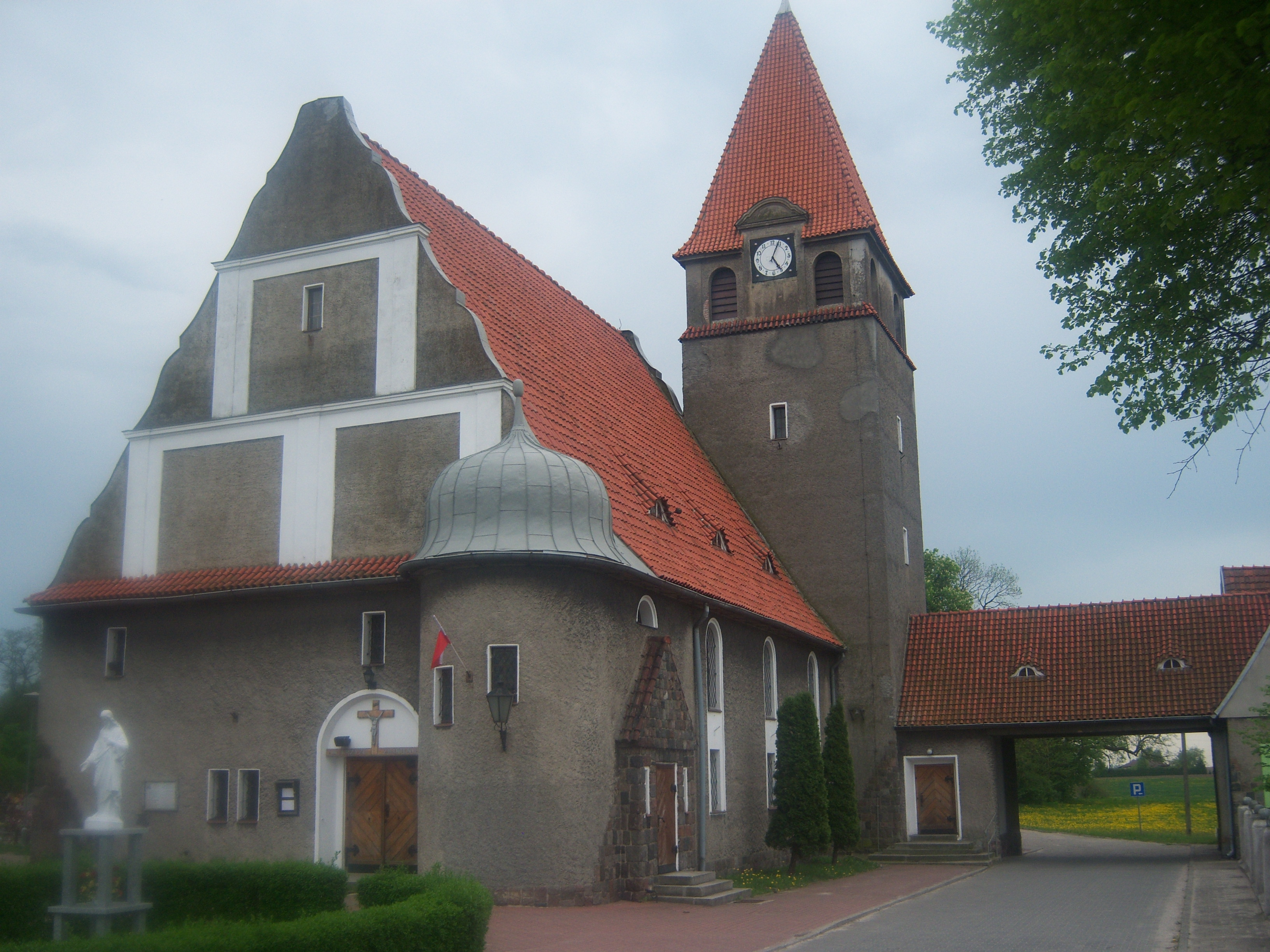
Die Herz-Jesu-Kirche in Węgierki

Die Herz-Jesu-Kirche in Węgierki bei Września wurde von 1904 bis 1907 als Dorfkirche für die deutschsprachige altpreußische evangelische Gemeinde Wilhelmsau, Kirchenprovinz Posen, gebaut. Nach dem Ersten Weltkrieg gehörte die Kirchengemeinde zur Unierten Evangelischen Kirche in Polen.
Nach dem Zweiten Weltkrieg und der Vertreibung der deutschsprachigen meist evangelischen Bevölkerung wurde sie am 16. Mai 1946 mit dem neuen Patrozinium Heiligstes Herz Jesu dem römisch-katholischen Gottesdienst übergeben und am 1. Oktober 1969 zur Pfarrkirche erhoben. Die Weihe der Kirche fand am 9. Oktober 1997 statt.
Die Kirche ist ein Saalbau mit Satteldach und einem neobarocken Ziergiebel. An die Seite des Altarraums ist ein massiver quadratischer Glockenturm mit Pyramidenhelm angefügt. An der Portalecke befindet sich ein niedriger runder Treppenturm mit neobarocker Haube. Neben der Kirche liegt der Friedhof.